# Rio (Illinois)
Pour les articles homonymes, voir Rio.
Rio est un village du comté de Knox dans l'Illinois, aux États-Unis,. Situé au centre du comté, il est  incorporé le 11 juillet 1958.

## Démographie
Lors du recensement de 2010, le village comptait une population de 220 habitants. Elle est estimée, en 2016, à 213 habitants.

## Source de la traduction
- (en) Cet article est partiellement ou en totalité issu de l’article de Wikipédia en anglais intitulé « Rio, Illinois » (voir la liste des auteurs).